# Naegleria fowleri
Naegleria fowleri (tudi zemeljska ameba) je prostoživeč parazitski ameboidni protist iz rodu Naegleria, ki pri človeku povzroča primarni amebni meningoencefalitis (PEM, PAME) oz. negleriozo.

## Epidemiologija
N. fowleri živi toplih sladkih vodah, kot so potoki, reke in jezera, v slanih in polslanih (brakičnih) vodah ter v bazenih. Pogosteje se pojavljajo v poletnih mesecih.
Primeri okužb so bili opisani v ZDA, Avstraliji, Srednji in Južni Ameriki, Združenem kraljestvu, Italiji, Novi Zelandiji in na Češkem.

## Telesne značilnosti in razvojni krog
N. fowleri je edina ameba, ki se pojavlja v vseh treh oblikah, tj. kot trofozoit s psevdopodiji, trofozoit z bički in kot cista.
Trofozoit s psevdopodiji je dolg od 8-20 μm, pri čemer je en del trofozoita širši, drugi pa koničast. Je edina oblika, ki se pojavlja v človeškem organizmu. Razmnožuje se z delitvi na dvoje. Trofozoit z dvema bičkoma je dolg od 7-15 μm. Bička se nahajata na širšem delu. V neugodnih razmerah se trofozoiti zunaj organizma spremenijo v okrogle ciste, velikosti od 9-12 μm, z debelo ovojnico.

## Patogeneza in klinična slika
Zajedavec (parazit) povzroča primarni amebni meningoencefalitis (PEM, PAME) oz. negleriozo. V človeški organizem pride z vodo ali onesnaženim zrakom do možganov preko nosne sluznice. Bolezen izbruhne navadno po dveh ali treh dneh, najkasneje v 7-15 dnevih, in se kaže kot glavobol, vročina, bolečo grlo in bruhanje. Smrt lahko nastopi že v nekaj dnevih (navadno po 4-6 dnevih).

## Diagnoza in zdravljenje
Okužbo lahko dokažemo s preiskavo likvorja. Bioptično tkivo nosne sluznice ali možganov se pregleda v nativnih preparatih (mikroorganizmi so živi in neobarvani) ali preparatih, obarvanih po Giemsi. Kužnino se lahko kultivira tudi na agarju, predhodno nacepljenim z enterobakterijami: po nekaj dneh se v primeru prisotnosti trofozoitov, ki se hranijo z omenjenimi bakterijami, pojavijo značilne sledi. Ostali rezultati laboratorijskih preiskav so podobni tistim v primeru bakterijskega meningitisa, zvečanim intrakranialnim (znotrajlobanjskim) pritiskom, levkocitoza (zvišanje koncentracije levkocitov v krvi; do 20.000/L) in povečane količine beljakovin terz znižane količine glukoze v likvorju.
Okužbo se zdravi z amfotericinom B ali s kombinacijo slednjega z rifampinom in kloramfenikolom oz. z rifampinom in ketonazolom.

## Preventiva
Okužbo z vodovodno in bazensko vodo preprečujemo z ustreznim kloriranjem.